# インテルナツィオナーレ・ミラノ 2024-25シーズン
インテルナツィオナーレ・ミラノ 2024-25シーズンは、インテルナツィオナーレ・ミラノの創設117年目となる2024-25シーズンを詳述する。
このシーズンでは、国内リーグ戦（セリエA）に加え、コッパ・イタリア、スーペルコッパ・イタリアーナ、UEFAチャンピオンズリーグ、そして25年6月からのFIFAクラブワールドカップに出場する。

## シーズン詳細

### 2024年7月
1日、契約満了によりアレクシス・サンチェス、フアン・クアドラード、デイヴィ・クラーセン、ステファノ・センシ、そしてレンタル期間の終了するエミル・アウデロが退団すると発表された。2日、コパ・アメリカ2024にカナダ代表として招集されていたタジョン・ブキャナンが練習中に怪我を負い、4〜5ヶ月の長期離脱になると報道された。7日、SSCナポリに所属していたピオトル・ジエリンスキをフリーで獲得したと発表された。9日には、ジェノアCFCからジョゼップ・マルティネスを獲得した。12日、シモーネ・インザーギ監督との契約を2026年まで延長すると発表。13日、FCポルトに所属していたメフディ・タレミをフリーで獲得したと発表された。

### 2024年8月
6日、ルシアン・アグメをセビージャFCへと放出した。11日には、シーズン開幕前最後のプレシーズンマッチをスタンフォード・ブリッジにてチェルシーFCと行い、1-1で引き分けた。12日、ラウタロ・マルティネスとの契約を2029年まで延長すると発表された。17日のセリエA開幕戦では、0-1からマルクス・テュラムの2ゴール（ドッピエッタ）で逆転したが、90+5分にPKを献上してしまい、ヤン・ゾマーが止めたもののこぼれ球を押し込まれ、2-2で終了と開幕戦を勝利で飾ることができなかった。しかし第2節USレッチェ戦では2-0で勝利し今季初勝利を飾り、次節アタランタBC戦では4-0と快勝した。

### 2024年9月
代表ウィーク明けの16日に行われた第4節ACモンツァ戦では、なかなかゴールを決められない試合展開から81分に先制されたが、88分にデンゼル・ダンフリースの同点弾でドローに持ち込んだ。19日に行われたUEFAチャンピオンズリーグ・リーグフェーズ初戦かつ、2022-23シーズンのCL決勝カードの再戦となったマンチェスター・シティFC戦では、両チームとも決定機を作るも0-0のドローに終わった。23日の第5節ACミラン戦では1-2で敗北し今季初黒星を喫した。また、2023年から続いていたミラノダービーでの連勝記録が6で止まった。28日にアウェイで行われたウディネーゼ・カルチョ戦では、ダヴィデ・フラッテージの開始43秒弾で先制するも、35分に同点に追いつかれる。しかし、不調に陥っていたラウタロの2ゴールで逃げ切り3-2で勝利した。

### 2024年10月
2日に行われたCLリーグフェーズ第2戦では、セルビアのレッドスター・ベオグラードと対戦。タレミの1ゴール2アシストもあり、4-0で快勝した。5日の第7節トリノFC戦では、テュラムがハットトリックを達成し3-2で勝利した。20日のASローマ戦では、ハカン・チャルハノールが負傷交代したものの、60分に先制し勝利した。23日のCLリーグフェーズ第3戦、スイスのBSCヤング・ボーイズ戦では90+3分に先制し苦戦するも勝利を収めた。27日に行われたイタリアダービー・ユヴェントスFC戦では、4-4の打ち合いでドローとなった。

### 2024年11月
6日に行われたCLリーグフェーズ第4戦アーセナルFC戦では、テュラム、バレッラ、ディマルコ、バストーニを控えスタートとしながら、PKでの得点を守り切り勝利を収めた。10日に行われた首位SSCナポリ戦では、チャルハノールのミドルシュートが決まり追いつくも、得たPKをチャルハノールが外してしまい、同点に終わった。23日のエラス・ヴェローナFC戦ではホアキン・コレアの1年半ぶりとなる得点などがあり、5-0と快勝した。27日にはダンフリースとの契約を2028年まで延長すると発表された。

### 2024年12月
1日にアウェーで行われたAFCフィオレンティーナ戦では、16分ごろに相手選手が意識不明になり緊急搬送されるトラブルがあったため、延期された。5日には、25年夏にアメリカで行われるFIFAクラブワールドカップの組み合わせが決定し、グループEとなったインテルは、アルゼンチンのCAリーベルプレート、メキシコのCFモンテレイ、日本の浦和レッドダイヤモンズと対戦することが決まった。10日のCLリーグフェーズ第6節バイエル・レバークーゼン戦では、0-0で迎えた90分に決勝ゴールを決められ、CL今季初敗戦を喫した。しかし、16日に行われたセリエA第16節SSラツィオ戦では、6-0の大勝で上位対決を制した。20日のコッパ・イタリアラウンド16では、ウディネーゼ・カルチョに2-0で勝利し、準々決勝進出を決めた。28日には3-0でカリアリ・カルチョに勝利し、リーグ戦17試合12勝4分1敗で勝ち点40、1試合未消化の3位で2024年を終えた。

### 2025年1月
3日にサウジアラビアで行われたスーペルコッパ・イタリアーナ準決勝アタランタBC戦では2-0で勝利するも、7日の決勝ACミラン戦では2-0でリードしている場面から逆転され敗北。4年連続の優勝を逃した。

## 所属選手
（出典）
注：選手の国籍表記はFIFAの定めた代表資格ルールに基づく。
| No. | Pos. |              | 選手名                             |
| --- | ---- | ------------ | ---------------------------------- |
| 1   | GK   | スイス       | ヤン・ゾマー ★                     |
| 2   | MF   | オランダ     | デンゼル・ダンフリース ()          |
| 6   | DF   | オランダ     | ステファン・デ・フライ             |
| 7   | MF   | ポーランド   | ピオトル・ジエリンスキ ()          |
| 8   | FW   | オーストリア | マルコ・アルナウトヴィッチ         |
| 9   | FW   | フランス     | マルクス・テュラム                 |
| 10  | FW   | アルゼンチン | ラウタロ・マルティネス () ★        |
| 11  | FW   | アルゼンチン | ホアキン・コレア ★                 |
| 12  | GK   | イタリア     | ラッファエーレ・ディ・ジェンナーロ |
| 13  | GK   | スペイン     | ジョゼップ・マルティネス           |
| 15  | DF   | イタリア     | フランチェスコ・アチェルビ         |
| 16  | MF   | イタリア     | ダヴィデ・フラッテージ             |
| 17  | MF   | カナダ       | タジョン・ブキャナン ★             |

| No. | Pos. |              | 選手名                      |
| --- | ---- | ------------ | --------------------------- |
| 20  | MF   | トルコ       | ハカン・チャルハノール ()   |
| 21  | MF   | アルバニア   | クリスティアン・アスラニ () |
| 22  | MF   | アルメニア   | ヘンリク・ムヒタリアン ★    |
| 23  | MF   | イタリア     | ニコロ・バレッラ            |
| 28  | DF   | フランス     | バンジャマン・パヴァール    |
| 30  | MF   | ブラジル     | カルロス・アウグスト ★      |
| 31  | DF   | ドイツ       | ヤン・アウレル・ビセック () |
| 32  | DF   | イタリア     | フェデリコ・ディマルコ      |
| 36  | DF   | イタリア     | マッテオ・ダルミアン        |
| 42  | DF   | アルゼンチン | トマス・パラシオス ★        |
| 95  | DF   | イタリア     | アレッサンドロ・バストーニ  |
| 99  | FW   | イラン       | メフディ・タレミ ★          |
|     | GK   | ルーマニア   | ヨヌーツ・ラドゥ            |

※括弧内の国旗はその他の保有国籍を、星印はEU圏外選手を示す。

## 移籍市場

### 加入
- 7月1日、ダヴィデ・フラッテージが買取義務によりレンタルから完全移籍へ移行[45][46]。
- 同日、カルロス・アウグストが買取義務発生によりレンタルから完全移籍へ移行[47][48]。
- 同日、マルコ・アルナウトヴィッチが買取義務発生によりレンタルから完全移籍へ移行[49][50][51]。
- 7月6日、ピオトル・ジエリンスキをフリーで獲得（前SSCナポリ）[7]。
- 7月7日、ルカ・トパロヴィッチ （英語版）をNKドムジャレからレンタルで獲得[52]。
- 7月9日、ジョゼップ・マルティネスをジェノアCFCから獲得[9]。
- 7月13日、メフディ・タレミをフリーで獲得（前FCポルト）[12]。
- 7月20日、アレックス・ペレスをレアル・ベティスからレンタルで獲得[53]。

### 退団
- 7月1日、アレクシス・サンチェスが契約満了により退団[1]。
- 同日、フアン・クアドラードが契約満了により退団[2]。
- 同日、デイヴィ・クラーセンが契約満了により退団[3]。
- 同日、ステファノ・センシが契約満了により退団[4]。
- 同日、エミル・アウデロがレンタル終了により退団[5]。
- 同日、ニコラ・イリエフ（英語版）がPFCボテフ・プロヴディフへ移籍[54]。
- 同日、フランチェスコ・ヌンツィアティーニ（英語版）がS.E.F. トレス1903へ移籍[55]。
- 7月3日、ウィリアム・ロヴィダがアウローラ・プロ・パトリア1919へレンタル移籍[56]。
- 同日、アレクサンダル・スタンコヴィッチ（英語版）がFCルツェルンへレンタル移籍[57]。
- 7月11日、ヤコポ・マルティーニがFCズュートティロールへレンタル移籍[58]。
- 同日、ジャコモ・スタービレ（英語版）がアルシオーネ・ミラノへレンタル移籍[59]。
- 7月12日、フランコ・カルボーニがCAリーベル・プレートへレンタル移籍[60]。
- 7月13日、マッティア・ザノッティ（英語版）がFCルガーノへ移籍[61]。
- 同日、ガエターノ・オリスターニオがヴェネツィアFCへレンタル移籍[62][63][64]。
- 7月17日、セバスティアーノ・エスポジトがエンポリFCへレンタル移籍[65][66]。
- 7月18日、デニス・クラトロ（英語版）がアウローラ・プロ・パトリア1919へレンタル移籍[67]。
- 7月19日、エベネザー・アキンサンミロ（英語版）がUCサンプドリアへレンタル移籍[68]。
- 同日、フランチェスコ・ピーオ・エスポージトがスペツィア・カルチョへレンタル移籍[69]。
- 7月20日、アマドゥ・サール（英語版）とアレッサンドロ・シルヴェストロがカルチョ・フォッジャ1920へレンタル移籍[70]。
- 7月25日、ジーニョ・ファンフースデンがKVメヘレンへレンタル移籍[71]。
- 7月27日、サモ・マティアジュがNKツェリェへ移籍[72]。
- 8月2日、フランチェスコ・スタンテがUSペルコレッテーゼ1932へレンタル移籍[73]。
- 8月6日、ルシアン・アグメがセビージャFCへ移籍[14][15]。
- 8月7日、バレンティン・カルボーニがオリンピック・マルセイユへレンタル移籍[74][75]。

### 契約延長
- 6月11日、ニコロ・バレッラとの契約を2029年まで延長[76]。
- 7月12日、シモーネ・インザーギ監督との契約を2026年まで延長[11]。
- 8月12日、ラウタロ・マルティネスとの契約を2029年まで延長[18][19]。

## プレシーズンマッチ
| 2024年7月17日 1    | インテル                                | 3-2      | ルガーノ                        | アッピアーノ・ジェンティーレ                     |
| 18:30 CEST (UTC+2) | - コレア 5分 - タレミ 53分 (pen.), 60分 | レポート | - プシビウコ 19,分 (pen.), 25分 | 競技場: アンジェロ・モラッティ・スポーツセンター |

| 2024年7月22日 2    | インテル                      | 2-1      | ペルコレッテーゼ    | アッピアーノ・ジェンティーレ                     |
| 18:30 CEST (UTC+2) | - タレミ 34分 - サルセド 88分 | レポート | カポフェッリ 90+1分 | 競技場: アンジェロ・モラッティ・スポーツセンター |

| 2024年7月27日 3    | インテル                                     | 3-0 | ラス・パルマス | チェゼーナ                             |
| 19:30 CEST (UTC+2) | - タレミ 11分 (pen.), 37分 - ディマルコ 85分 |     |                | 競技場: スタディオ・ディノ・マヌッツィ |

| 2024年8月2日 4     | ピサ              | 1-1 | インテル        | ピサ                                                                |
| 19:30 CEST (UTC+2) | ピッチニーニ 45分 |     | ビセック 90+7分 | 競技場: アレーナ・ガリバルディ - スタディオ・ロメオ・アンコネターニ |

| 2024年8月7日 5     | インテル | 0-2 | アル・イテハド      | モンツァ                         |
| 20:30 CEST (UTC+2) |          |     | ディアビ 25分, 47分 | 競技場: スタディオ・ブリアンテオ |

| 2024年8月11日 6   | チェルシー      | 1-1 | インテル      | ロンドン                         |
| 15:00 BST (UTC+1) | ウゴチュク 90分 |     | テュラム 26分 | 競技場: スタンフォード・ブリッジ |

## リーグ戦

### 順位表
| 順 | チーム             | 試 | 勝 | 分 | 敗 | 得 | 失 | 差  | 点 | 出場権または降格                                 |
| -- | ------------------ | -- | -- | -- | -- | -- | -- | --- | -- | ------------------------------------------------ |
| 1  | インテル           | 32 | 21 | 8  | 3  | 72 | 31 | +41 | 71 | チャンピオンズリーグ 2025-26リーグフェーズに出場 |
| 2  | ナポリ             | 32 | 20 | 8  | 4  | 51 | 25 | +26 | 68 | チャンピオンズリーグ 2025-26リーグフェーズに出場 |
| 3  | アタランタ         | 32 | 18 | 7  | 7  | 65 | 30 | +35 | 61 | チャンピオンズリーグ 2025-26リーグフェーズに出場 |
| 4  | ユヴェントス       | 32 | 15 | 14 | 3  | 49 | 30 | +19 | 59 | チャンピオンズリーグ 2025-26リーグフェーズに出場 |
| 5  | ボローニャ         | 32 | 15 | 12 | 5  | 51 | 37 | +14 | 57 | ヨーロッパリーグ 2025-26リーグフェーズに出場     |
| 6  | ラツィオ           | 32 | 16 | 8  | 8  | 53 | 43 | +10 | 56 | カンファレンスリーグ 2025-26予選プレーオフに出場 |
| 7  | ローマ             | 32 | 15 | 9  | 8  | 47 | 32 | +15 | 54 |                                                  |
| 8  | フィオレンティーナ | 32 | 15 | 8  | 9  | 49 | 32 | +17 | 53 |                                                  |
| 9  | ミラン             | 32 | 14 | 9  | 9  | 51 | 37 | +14 | 51 |                                                  |
| 10 | トリノ             | 32 | 9  | 13 | 10 | 36 | 37 | −1  | 40 |                                                  |
| 11 | ウディネーゼ       | 32 | 11 | 7  | 14 | 36 | 46 | −10 | 40 |                                                  |
| 12 | ジェノア           | 32 | 9  | 12 | 11 | 29 | 38 | −9  | 39 |                                                  |
| 13 | コモ               | 32 | 9  | 9  | 14 | 40 | 48 | −8  | 36 |                                                  |
| 14 | ヴェローナ         | 32 | 9  | 5  | 18 | 30 | 59 | −29 | 32 |                                                  |
| 15 | カリアリ           | 32 | 7  | 9  | 16 | 32 | 47 | −15 | 30 |                                                  |
| 16 | パルマ             | 32 | 5  | 13 | 14 | 37 | 51 | −14 | 28 |                                                  |
| 17 | レッチェ           | 32 | 6  | 8  | 18 | 23 | 52 | −29 | 26 |                                                  |
| 18 | ヴェネツィア       | 32 | 4  | 12 | 16 | 25 | 44 | −19 | 24 | セリエB 2025-2026へ降格                          |
| 19 | エンポリ           | 32 | 4  | 12 | 16 | 24 | 50 | −26 | 24 | セリエB 2025-2026へ降格                          |
| 20 | モンツァ           | 32 | 2  | 9  | 21 | 25 | 56 | −31 | 15 | セリエB 2025-2026へ降格                          |

### 日程
| 2024年8月17日 1    | ジェノア                              | 2-2      | インテル            | ジェノア                                                                                   |
| 18:30 CEST (UTC+2) | - ヴォリアッコ 20分 - メシアス 90+5分 | レポート | テュラム 30分, 82分 | 競技場: スタディオ・ルイジ・フェッラーリス 観客数: 33,300 主審: エルマンノ・フェリキアーニ |

| 2024年8月24日 2    | インテル                                      | 2-0      | レッチェ | ミラノ                                                                                 |
| 20:45 CEST (UTC+2) | - ダルミアン 5分 - チャルハノール 69分 (pen.) | レポート |          | 競技場: スタディオ・ジュゼッペ・メアッツァ 観客数: 70,921 主審: ダヴィデ・ディ・マルコ |

| 2024年8月30日 3    | インテル                                                    | 4-0      | アタランタ | ミラノ                                                                           |
| 20:45 CEST (UTC+2) | ジムシティ 3分 (o.g.) · バレッラ 10分 · テュラム 47分, 56分 | レポート |            | 競技場: スタディオ・ジュゼッペ・メアッツァ 観客数: 71,745 主審: Matteo Marchetti |

| 2024年9月15日 4    | モンツァ  | 1-1      | インテル          | モンツァ                                                            |
| --:-- CEST (UTC+2) | モタ 81分 | レポート | ダンフリース 88分 | 競技場: スタディオ・ブリアンテオ 観客数: 14.541 主審: Luca Pairetto |

| 2024年9月22日 5    | インテル        | 1-2      | ミラン                          | ミラノ                                                                           |
| --:-- CEST (UTC+2) | ディマルコ 27分 | レポート | プルシック 10分 · ガッビア 89分 | 競技場: スタディオ・ジュゼッペ・メアッツァ 観客数: 75,366 主審: Maurizio Mariani |

| 2024年9月29日 6    | ウディネーゼ                | 2-3      | インテル                                 | ウーディネ                                                           |
| --:-- CEST (UTC+2) | カバセレ 35分 · ルッカ 83分 | レポート | フラッテージ 1分 · ラウタロ 45+3分, 47分 | 競技場: スタディオ・フリウーリ 観客数: 24.611 主審: Juan Luca Sacchi |

| 2024年10月6日 7    | インテル                  | 3-2      | トリノ                               | ミラノ                                                                           |
| --:-- CEST (UTC+2) | テュラム 25分, 35分, 60分 | レポート | サパタ 36分 · ヴラシッチ 86分 (pen.) | 競技場: スタディオ・ジュゼッペ・メアッツァ 観客数: 73,348 主審: Matteo Marcanaro |

| 2024年10月20日 8   | ローマ | 0-1      | インテル      | ローマ                                                                         |
| --:-- CEST (UTC+2) |        | レポート | ラウタロ 60分 | 競技場: スタディオ・オリンピコ・ディ・ローマ 観客数: 64,199 主審: Davide Massa |

| 2024年10月27日 9  | インテル                                                                      | 4-4      | ユヴェントス                                              | ミラノ                                                                      |
| --:-- CET (UTC+1) | ジエリンスキ 15分 (pen.), 37分 (pen.) · ムヒタリアン 35分 · ダンフリース 53分 | レポート | ヴラホヴィッチ 20分 · ウェア 26分 · ユルディズ 71分, 82分 | 競技場: スタディオ・ジュゼッペ・メアッツァ 観客数: 75,056 主審: Marco Guida |

| 2024年10月30日 10 | エンポリ | 0-3      | インテル                                | エンポリ                                                                       |
| --:-- CET (UTC+1) |          | レポート | フラッテージ 50分, 67分 · ラウタロ 79分 | 競技場: スタディオ・カルロ・カステラーニ 観客数: 15,076 主審: Matteo Marchetti |

| 2024年11月3日 11  | インテル      | 1-0      | ヴェネツィア | ミラノ                                                                                     |
| --:-- CET (UTC+1) | ラウタロ 65分 | レポート |              | 競技場: スタディオ・ジュゼッペ・メアッツァ 観客数: 66,326 主審: Maria Sole Ferrieri Caputi |

| 2024年11月10日 12 | インテル                    | 1-1      | ナポリ            | ミラノ                                                                           |
| --:-- CET (UTC+1) | ハカン・チャルハノール 43分 | レポート | マクトミネイ 23分 | 競技場: スタディオ・ジュゼッペ・メアッツァ 観客数: 72,951 主審: Maurizio Mariani |

| 2024年11月24日 13 | エラス・ヴェローナ | 0-5      | インテル                                                            | ヴェローナ                                                                           |
| --:-- CET (UTC+1) |                    | レポート | コレア 17分 · テュラム 22分, 25分 · デ・フライ 31分 · ビセック 41分 | 競技場: スタディオ・マルカントニオ・ベンテゴディ 観客数: 27,141 主審: Andrea Colombo |

| 2024年12月8日 15  | インテル                                        | 3-1      | パルマ                 | ミラノ                                                          |
| --:-- CET (UTC+1) | ディマルコ 40分 · バレッラ 53分 · テュラム 66分 | レポート | ダルミアン 81分 (o.g.) | 競技場: スタディオ・ジュゼッペ・メアッツァ 主審: Rosario Abisso |

| 2024年12月15日 16 | ラツィオ | 0-6      | インテル | ローマ                                                                           |
| --:-- CET (UTC+1) |          | レポート | チャルハノール 41分 (pen.) · ディマルコ 45分 · バレッラ 51分 · ダンフリース 53分 · カルロス・アウグスト 77分 · テュラム 90分 | 競技場: スタディオ・オリンピコ・ディ・ローマ 観客数: 60,000 主審: Daniele Chiffi |

| 2024年12月22日 17 | インテル                                    | 2-0      | コモ | ミラノ                                                                       |
| --:-- CET (UTC+1) | カルロス・アウグスト 48分 · テュラム 90+2分 | レポート |      | 競技場: スタディオ・ジュゼッペ・メアッツァ 観客数: 73,204 主審: Antonio Giua |

| 2024年12月29日 18 | カリアリ | 0-3      | インテル                                                     | カリャリ                                            |
| --:-- CET (UTC+1) |          | レポート | バストーニ 53分 · ラウタロ 71分 · チャルハノール 78分 (pen.) | 競技場: サルデーニャ・アレーナ 主審: Daniele Doveri |

| 2025年1月12日 20  | ヴェネツィア | 0-1      | インテル        | ヴェネツィア                                                                      |
| --:-- CET (UTC+1) |              | レポート | ダルミアン 16分 | 競技場: スタディオ・ピエル・ルイジ・ペンツォ 観客数: 12,048 主審: Marco Piccinini |

| 2025年1月15日 19  | インテル                            | 2-2      | ボローニャ                  | ミラノ                                                                        |
| --:-- CET (UTC+1) | ダンフリース 19分 · ラウタロ 45+1分 | レポート | カストロ 15分 · ホルム 64分 | 競技場: スタディオ・ジュゼッペ・メアッツァ 観客数: 63,074 主審: Luca Pairetto |

| 2025年1月19日 21  | インテル                                          | 3-1      | エンポリ        | ミラノ                                                                           |
| --:-- CET (UTC+1) | ラウタロ 55分 · ダンフリース 79分 · テュラム 89分 | レポート | エスポジト 83分 | 競技場: スタディオ・ジュゼッペ・メアッツァ 観客数: 61,230 主審: Ermano Feliciani |

| 2025年1月26日 22  | レッチェ | 0-4      | インテル                                                                  | レッチェ                                                                      |
| --:-- CET (UTC+1) |          | レポート | フラッテージ 6分 · ラウタロ 39分 · ダンフリース 57分 · タレミ 61分 (pen.) | 競技場: スタディオ・ヴィア・デル・マーレ 観客数: 27,223 主審: Livio Marinelli |

| 2025年2月2日 23   | ミラン            | 1-1      | インテル        | ミラノ                                                   |
| --:-- CET (UTC+1) | ラインデルス 45分 | レポート | デフライ 90+3分 | 競技場: サン・シーロ 観客数: 75,493 主審: Daniele Chiffi |

| 2025年2月6日 14   | フィオレンティーナ                  | 3-0      | インテル | フィレンツェ                                                                 |
| --:-- CET (UTC+1) | ラニエーリ 59分 · キーン 68分, 89分 | レポート |          | 競技場: スタディオ・アルテミオ・フランキ 観客数: 22,351 主審: Daniele Doveri |

| 2025年2月10日 24  | インテル                                             | 2-1      | フィオレンティーナ       | ミラノ                                                                            |
| --:-- CET (UTC+1) | ポングラチッチ 28分 (o.g.) · アルナウトヴィッチ 52分 | レポート | マンドラゴラ 44分 (pen.) | 競技場: スタディオ・ジュゼッペ・メアッツァ 観客数: 67.484 主審: Federico La Penna |

| 2025年2月16日 25  | ユヴェントス      | 1-0      | インテル | トリノ                                                                 |
| --:-- CET (UTC+1) | コンセイソン 74分 | レポート |          | 競技場: ユヴェントス・スタジアム 観客数: 41,361 主審: Maurizio Mariani |

| 2025年2月23日 26  | インテル      | 1-0      | ジェノア | ミラノ                                                                          |
| --:-- CET (UTC+1) | ラウタロ 78分 | レポート |          | 競技場: スタディオ・ジュゼッペ・メアッツァ 観客数: 68,271 主審: Marco Piccinini |

| 2025年3月1日 27   | ナポリ        | 1-1      | インテル        | ナポリ                                                                                   |
| --:-- CET (UTC+1) | ビリング 87分 | レポート | ディマルコ 22分 | 競技場: スタディオ・ディエゴ・アルマンド・マラドーナ 観客数: 53,851 主審: Daniele Doveri |

| 2025年3月8日 28   | インテル                                                                     | 3-2      | モンツァ                        | ミラノ                                                                        |
| --:-- CET (UTC+1) | アルナウトヴィッチ 45+1分 · チャルハノール 64分 · キリアコプロス 77分 (o.g.) | レポート | ビリンデッリ 32分 · バルデ 44分 | 競技場: スタディオ・ジュゼッペ・メアッツァ 観客数: 66,344 主審: Luca Zufferli |

| 2025年3月16日 29  | アタランタ | 0-2      | インテル                        | ベルガモ                                                                                 |
| --:-- CET (UTC+1) |            | レポート | アウグスト 54分 · ラウタロ 87分 | 競技場: スタディオ・アトレティ・アズーリ・ディターリア 観客数: 23,215 主審: Davide Massa |

| 2025年3月30日 30   | インテル                                    | 2-1      | ウディネーゼ | ミラノ                                                                         |
| --:-- CEST (UTC+2) | アルナウトヴィッチ 12分 · フラッテージ 29分 | レポート | ソレ 71分    | 競技場: スタディオ・ジュゼッペ・メアッツァ 観客数: 71,924 主審: Daniele Chiffi |

| 2025年4月5日 31    | パルマ                            | 2-2      | インテル                        | パルマ                                                                         |
| --:-- CEST (UTC+2) | ベルナベ 60分 · オンドレイカ 69分 | レポート | ダルミアン 15分 · テュラム 45分 | 競技場: スタディオ・エンニオ・タルディーニ 観客数: 22,005 主審: Daniele Doveri |

| 2025年4月12日 32   | インテル                                                | 3-1      | カリアリ      | ミラノ                                                                         |
| --:-- CEST (UTC+2) | アルナウトヴィッチ 13分 · ラウタロ 26分 · ビセック 55分 | レポート | ピッコリ 48分 | 競技場: スタディオ・ジュゼッペ・メアッツァ 観客数: 71,799 主審: Marco Di Bello |

| 2025年4月20日 33   | ボローニャ          | 1-0      | インテル | ボローニャ                                                                   |
| --:-- CEST (UTC+2) | オルソリーニ 90+4分 | レポート |          | 競技場: スタディオ・レナート・ダッラーラ 観客数: 38,279 主審: Andrea Colombo |

| 2025年4月27日 34   | インテル | 0-1      | ローマ      | ミラノ                                                                         |
| --:-- CEST (UTC+2) |          | レポート | スーレ 22分 | 競技場: スタディオ・ジュゼッペ・メアッツァ 観客数: 70,240 主審: Michael Fabbri |

| 2025年5月3日 35    | インテル            | 1-0      | エラス・ヴェローナ | ミラノ                                                                               |
| --:-- CEST (UTC+2) | アスラニ 9分 (pen.) | レポート |                    | 競技場: スタディオ・ジュゼッペ・メアッツァ 観客数: 70,222 主審: Gianluca Manganiello |

| 2025年5月11日 36   | トリノ | v        | インテル | トリノ                                           |
| --:-- CEST (UTC+2) |        | レポート |          | 競技場: スタディオ・オリンピコ・グランデ・トリノ |

| 2025年5月18日 37   | インテル | v        | ラツィオ | ミラノ                                     |
| --:-- CEST (UTC+2) |          | レポート |          | 競技場: スタディオ・ジュゼッペ・メアッツァ |

| 2025年5月25日 38   | コモ | v        | インテル | コモ                                         |
| --:-- CEST (UTC+2) |      | レポート |          | 競技場: スタディオ・ジュゼッペ・シニガーリャ |

## UEFAチャンピオンズリーグ

### リーグフェーズ
| 順 | チーム                     | 試 | 勝 | 分 | 敗 | 得 | 失 | 差  | 点 | 出場権                                             |
| -- | -------------------------- | -- | -- | -- | -- | -- | -- | --- | -- | -------------------------------------------------- |
| 1  | リヴァプール               | 8  | 7  | 0  | 1  | 17 | 5  | +12 | 21 | ラウンド16に進出                                   |
| 2  | バルセロナ                 | 8  | 6  | 1  | 1  | 28 | 13 | +15 | 19 | ラウンド16に進出                                   |
| 3  | アーセナル                 | 8  | 6  | 1  | 1  | 16 | 3  | +13 | 19 | ラウンド16に進出                                   |
| 4  | インテル                   | 8  | 6  | 1  | 1  | 11 | 1  | +10 | 19 | ラウンド16に進出                                   |
| 5  | アトレティコ・マドリード   | 8  | 6  | 0  | 2  | 20 | 12 | +8  | 18 | ラウンド16に進出                                   |
| 6  | バイエル・レバークーゼン   | 8  | 5  | 1  | 2  | 15 | 7  | +8  | 16 | ラウンド16に進出                                   |
| 7  | リール                     | 8  | 5  | 1  | 2  | 17 | 10 | +7  | 16 | ラウンド16に進出                                   |
| 8  | アストン・ヴィラ           | 8  | 5  | 1  | 2  | 13 | 6  | +7  | 16 | ラウンド16に進出                                   |
| 9  | アタランタ                 | 8  | 4  | 3  | 1  | 20 | 6  | +14 | 15 | ノックアウトフェーズプレーオフに進出（シード）     |
| 10 | ボルシア・ドルトムント     | 8  | 5  | 0  | 3  | 22 | 12 | +10 | 15 | ノックアウトフェーズプレーオフに進出（シード）     |
| 11 | レアル・マドリード         | 8  | 5  | 0  | 3  | 20 | 12 | +8  | 15 | ノックアウトフェーズプレーオフに進出（シード）     |
| 12 | バイエルン・ミュンヘン     | 8  | 5  | 0  | 3  | 20 | 12 | +8  | 15 | ノックアウトフェーズプレーオフに進出（シード）     |
| 13 | ミラン                     | 8  | 5  | 0  | 3  | 14 | 11 | +3  | 15 | ノックアウトフェーズプレーオフに進出（シード）     |
| 14 | PSV                        | 8  | 4  | 2  | 2  | 16 | 12 | +4  | 14 | ノックアウトフェーズプレーオフに進出（シード）     |
| 15 | パリ・サンジェルマン       | 8  | 4  | 1  | 3  | 14 | 9  | +5  | 13 | ノックアウトフェーズプレーオフに進出（シード）     |
| 16 | ベンフィカ                 | 8  | 4  | 1  | 3  | 16 | 12 | +4  | 13 | ノックアウトフェーズプレーオフに進出（シード）     |
| 17 | モナコ                     | 8  | 4  | 1  | 3  | 13 | 13 | 0   | 13 | ノックアウトフェーズプレーオフに進出（ノーシード） |
| 18 | ブレスト                   | 8  | 4  | 1  | 3  | 10 | 11 | −1  | 13 | ノックアウトフェーズプレーオフに進出（ノーシード） |
| 19 | フェイエノールト           | 8  | 4  | 1  | 3  | 18 | 21 | −3  | 13 | ノックアウトフェーズプレーオフに進出（ノーシード） |
| 20 | ユヴェントス               | 8  | 3  | 3  | 2  | 9  | 7  | +2  | 12 | ノックアウトフェーズプレーオフに進出（ノーシード） |
| 21 | セルティック               | 8  | 3  | 3  | 2  | 13 | 14 | −1  | 12 | ノックアウトフェーズプレーオフに進出（ノーシード） |
| 22 | マンチェスター・シティ     | 8  | 3  | 2  | 3  | 18 | 14 | +4  | 11 | ノックアウトフェーズプレーオフに進出（ノーシード） |
| 23 | スポルティングCP           | 8  | 3  | 2  | 3  | 13 | 12 | +1  | 11 | ノックアウトフェーズプレーオフに進出（ノーシード） |
| 24 | クラブ・ブルッヘ           | 8  | 3  | 2  | 3  | 7  | 11 | −4  | 11 | ノックアウトフェーズプレーオフに進出（ノーシード） |
| 25 | ディナモ・ザグレブ         | 8  | 3  | 2  | 3  | 12 | 19 | −7  | 11 |                                                    |
| 26 | シュトゥットガルト         | 8  | 3  | 1  | 4  | 13 | 17 | −4  | 10 |                                                    |
| 27 | シャフタール・ドネツク     | 8  | 2  | 1  | 5  | 8  | 16 | −8  | 7  |                                                    |
| 28 | ボローニャ                 | 8  | 1  | 3  | 4  | 4  | 9  | −5  | 6  |                                                    |
| 29 | ツルヴェナ・ズヴェズダ     | 8  | 2  | 0  | 6  | 13 | 22 | −9  | 6  |                                                    |
| 30 | シュトゥルム・グラーツ     | 8  | 2  | 0  | 6  | 5  | 14 | −9  | 6  |                                                    |
| 31 | スパルタ・プラハ           | 8  | 1  | 1  | 6  | 7  | 21 | −14 | 4  |                                                    |
| 32 | RBライプツィヒ             | 8  | 1  | 0  | 7  | 8  | 15 | −7  | 3  |                                                    |
| 33 | ジローナ                   | 8  | 1  | 0  | 7  | 5  | 13 | −8  | 3  |                                                    |
| 34 | ザルツブルク               | 8  | 1  | 0  | 7  | 5  | 27 | −22 | 3  |                                                    |
| 35 | スロヴァン・ブラチスラヴァ | 8  | 0  | 0  | 8  | 7  | 27 | −20 | 0  |                                                    |
| 36 | ヤングボーイズ             | 8  | 0  | 0  | 8  | 3  | 24 | −21 | 0  |                                                    |

1. ↑  正式名称はスタディオ・ジュゼッペ・メアッツァ。
2. 1 2  アウェーでの勝利数: レアル・マドリード 2、バイエルン・ミュンヘン 1

| 2024年9月18日 1 | マンチェスターC | 0-0 | インテル | マンチェスター                                                                     |
| --:--           |                 |     |          | 競技場: シティ・オブ・マンチェスター・スタジアム 観客数: 50,922 主審: Glenn Nyberg |

| 2024年10月1日 2 | インテル                                                                           | 4-0 | レッドスター・ベオグラード | ミラノ                                                                       |
| --:--           | チャルハノール 11分 · アルナウトヴィッチ 59分 · ラウタロ 71分 · タレミ 81分 (pen.) |     |                            | 競技場: スタディオ・ジュゼッペ・メアッツァ 観客数: 56,391 主審: Felix Zwayer |

| 2024年10月23日 3 | ヤングボーイズ | 0-1 | インテル        | ベルン                                                                           |
| --:--            |                |     | テュラム 90+3分 | 競技場: シュタディオン・ヴァンクドルフ 観客数: 31,500 主審: マイケル・オリヴァー |

| 2024年11月6日 4 | インテル                     | 1-0 | アーセナル | ミラノ                                                          |
| --:--           | チャルハノール 45+3分 (pen.) |     |            | 競技場: スタディオ・ジュゼッペ・メアッツァ 主審: Istevan Kovacs |

| 2024年11月26日 5 | インテル           | 1-0 | ライプツィヒ | ミラノ                                                                        |
| --:--            | ルケバ 27分 (o.g.) |     |              | 競技場: スタディオ・ジュゼッペ・メアッツァ 観客数: 63,174 主審: Joao Pinheiro |

| 2024年12月10日 6 | レヴァークーゼン | 1-0 | インテル | レーヴァークーゼン                         |
| --:--            | ムキエレ 90分    |     |          | 競技場: バイ・アレーナ 主審: Slavko Vincic |

| 2025年1月22日 7 | スパルタ・プラハ | 0-1 | インテル      | プラハ                                                              |
| --:--           |                  |     | ラウタロ 12分 | 競技場: レトナ・スタジアム 観客数: 18,010 主審: Alejandro Hernandez |

| 2025年1月29日 8 | インテル                        | 3-0 | モナコ | ミラノ                                                        |
| --:--           | ラウタロ 4分 (pen.), 16分, 67分 |     |        | 競技場: スタディオ・ジュゼッペ・メアッツァ 主審: Irfan Peljto |

リーグフェーズ4位でラウンド16進出

### ラウンド16
| 2025年3月5日 1 | フェイエノールト | 0-2 | インテル                      | ロッテルダム                                                             |
| --:--          |                  |     | テュラム 38分 · ラウタロ 50分 | 競技場: フェイエノールト・スタディオン 観客数: 43,789 主審: Espen Eskaas |

| 2025年3月11日 2 | インテル                                  | 2-1 | フェイエノールト   | ミラノ                                                                        |
| --:--           | テュラム 8分 · チャルハノール 51分 (pen.) |     | モデル 42分 (pen.) | 競技場: スタディオ・ジュゼッペ・メアッツァ 観客数: 55,536 主審: Ivan Kruzliak |

2試合合計スコア4-1で準々決勝進出

### 準々決勝
| 2025年4月8日 1 | バイエルン    | 1-2 | インテル                          | ミュンヘン                                                        |
| --:--          | ミュラー 85分 |     | ラウタロ 38分 · フラッテージ 88分 | 競技場: アリアンツ・アレーナ 観客数: 75,000 主審: Sandro Schaerer |

| 2025年4月16日 2 | インテル                        | 2-2 | バイエルン                  | ミラノ                                                                        |
| --:--           | ラウタロ 58分 · パヴァール 61分 |     | ケイン 52分 · ダイアー 76分 | 競技場: スタディオ・ジュゼッペ・メアッツァ 観客数: 75,625 主審: Slavko Vincic |

2試合合計スコア4-3で準決勝進出

### 準決勝
| 2025年4月30日 1 | バルセロナ                                       | 3-3 | インテル                               | バルセロナ                                                                                 |
| --:--           | ヤマル 24分 · トーレス 38分 · ゾマー 65分 (o.g.) |     | テュラム 1分 · ダンフリース 21分, 64分 | 競技場: エスタディ・オリンピック・リュイス・コンパニス 観客数: 50,314 主審: Clement Turpin |

| 2025年5月6日 2 | インテル                                                                             | 4-3 | バルセロナ                                      | ミラノ                                                                               |
| --:--          | ラウタロ 21分 · チャルハノール 45+1分 (pen.) · アチェルビ 90+3分 · フラッテージ 99分 |     | ガルシア 54分 · オルモ 60分 · ラフィーニャ 87分 | 競技場: スタディオ・ジュゼッペ・メアッツァ 観客数: 75,504 主審: シモン・マルチニアク |

2試合合計スコア7-6で決勝進出

### 決勝
| 2025年5月30日 | パリ・サンジェルマン | v | インテル | ミュンヘン                   |
| --:--         |                      |   |          | 競技場: アリアンツ・アレーナ |

## FIFAクラブワールドカップ

### グループリーグ
| 順 | チーム             | 試 | 勝 | 分 | 敗 | 得 | 失 | 差 | 点 | 出場権                   |
| -- | ------------------ | -- | -- | -- | -- | -- | -- | -- | -- | ------------------------ |
| 1  | リーベル・プレート | 0  | 0  | 0  | 0  | 0  | 0  | 0  | 0  | ノックアウトステージ進出 |
| 2  | 浦和レッズ         | 0  | 0  | 0  | 0  | 0  | 0  | 0  | 0  | ノックアウトステージ進出 |
| 3  | モンテレイ         | 0  | 0  | 0  | 0  | 0  | 0  | 0  | 0  |                          |
| 4  | インテル           | 0  | 0  | 0  | 0  | 0  | 0  | 0  | 0  |                          |

| 2025年6月17日 1 | モンテレイ | v | インテル | パサデナ,カリフォルニア州 |
| --:--           |            |   |          | 競技場: ローズボウル      |

| 2025年6月21日 2 | インテル | v | 浦和レッズ | シアトル,ワシントン州        |
| --:--           |          |   |            | 競技場: ルーメン・フィールド |

| 2025年6月25日 3 | インテル | v | リーベル・プレート | シアトル,ワシントン州        |
| --:--           |          |   |                    | 競技場: ルーメン・フィールド |